# 15-ös villamos (Prága)
A prágai 15-ös jelzésű villamos a Kotlářka és a Olšanské hřbitovy között közlekedik.

## Története
2016. augusztus 28-án indították újra a 15-ös villamost a Kotlářka és Olšanské hřbitovy között.

## Útvonala
| Olšanské hřbitovy felé | Kotlářka felé |
| --- | --- |
| Kotlářka – Plzeňská – Štefánikova – Újezd – Karmelitská – Malostranské náměstí – Letenská – Klárov – Nábřeží Edvarda Beneše – Štefánikův most – Revoluční – Náměstí Republiky – Na Poříčí – Havličkova – Dlážděná – Senovážné náměstí – Bolzanova – Seifertova – Táboritská – Jičínská – Vinohradská – Olšanské hřbitovy | Olšanské hřbitovy – Vinohradská – Jičínská – Táboritská – Seifertova – Bolzanova – Senovážné náměstí – Dlážděná – Havličkova – Na Poříčí – Náměstí Republiky – Revoluční – Štefánikův most – Nábřeží Edvarda Beneše – Klárov – Letenská – Malostranské náměstí – Karmelitská – Újezd – Štefánikova – Plzeňská – Kotlářka |

## Megállóhelyei
| 0  | Kotlářka végállomás          | 40 | 9, 10, 16                                                                          |
| 1  | Kotlářka                     | ∫  | 9, 10, 16                                                                          |
| 2  | Kavalírka                    | 38 | 9, 10, 16                                                                          |
| 3  | Klamovka                     | 36 | 9, 10, 16                                                                          |
| 5  | U Zvonu                      | 35 | 9, 10, 16                                                                          |
| 6  | Bertramka                    | 34 | 9, 10, 16                                                                          |
| 10 | Anděl                        | 32 | B 4, 5, 7, 9, 10, 12, 16, 20, 21                                                   |
| 12 | Arbesovo náměstí             | 29 | 9, 12, 20                                                                          |
| 13 | Švandovo divadlo             | 27 | 9, 12, 20                                                                          |
| 14 | Újezd                        | 26 | 9, 12, 20, 22, 23 · Petřín siklóvasút                                              |
| 15 | Hellichova                   | 24 | 12, 20, 22, 23                                                                     |
| 17 | Malostranské náměstí         | 23 | 12, 20, 22, 23                                                                     |
| 20 | Malostranská                 | 21 | A 2, 12, 18, 20, 22, 23                                                            |
| 22 | Čechův most                  | 18 | 17                                                                                 |
| 24 | Dlouhá třída                 | 14 | 6, 8, 26                                                                           |
| 27 | Náměstí Republiky            | 13 | B 6, 8, 26                                                                         |
| 29 | Masarykovo nádraží           | 11 | B 3, 6, 14, 24, 26 S1 S2 S22 S34 S4 R41                                            |
| 31 | Hlavní nádraží               | 9  | C 5, 9, 26 S1 R10 R16 R17 R18 R19 S2 R20 R21 R26 S3 S4 R43 R49 S5 S65 S7 S8 S88 S9 |
| 33 | Husinecká                    | 6  | 5, 9, 26                                                                           |
| 35 | Lipanská                     | 4  | 5, 9, 26                                                                           |
| 36 | Olšanské náměstí             | 3  | 5, 9, 26                                                                           |
| 39 | Flora                        | 1  | A 5, 10, 11, 13, 16                                                                |
| 40 | Olšanské hřbitovy végállomás | 0  | 5, 10, 11, 13, 16                                                                  |